# Куркопа
Куркопа́ (каз. Құрқопа) — село у складі Осакаровського району Карагандинської області Казахстану. Входить до складу Маржанкольського сільського округу.
Населення — 17 осіб (2021; 73 у 2009, 151 у 1999, 200 у 1989).
Національний склад станом на 1989 рік:
- казахи — 75 %.